# Ah, L’Amour
Ah, L’Amour ist der erste Strichmännchen-Zeichentrickkurzfilm von Don Hertzfeldt. Der von Hertzfeldt 1995 als Collegeprojekt an der University of California in Santa Barbara erstellte Film errang in den USA Kultstatus und gewann zahlreiche Auszeichnungen. 1998 wurde er beim U.S. Comedy Arts Festival des US-amerikanischen Pay-TV Senders HBO als „World’s Funniest Cartoon“ (lustigster Cartoon der Welt) ausgezeichnet.

## Handlung
Ein männlicher Hauptdarsteller versucht sich Frauen auf harmlose Weise zu nähern und wird in sehr übertrieben dargestellten Reaktionen ohne ersichtlichen Grund brutal abgewehrt, versucht es aber  trotzdem in masochistischer Weise immer wieder. Erst der Verweis auf sein Geld besänftigt eine Frau.